# Summative Evaluation
Die summative Evaluation wird im Gegensatz zur formativen Evaluation bei vollständig entwickelten Programmen nach ihrer Durchführung angewandt. Ziel ist die abschließende Bewertung oder Überprüfung des Erfüllungsgrades, nicht aber die Einflussnahme auf das zu evaluierende Programm (z. B. ein Curriculum, Forschungs- oder Entwicklungsprogramm) mit dem Ziel der Verbesserung der Ergebnisse durch ständiges Feedback im Prozessverlauf.
Es handelt sich somit um eine Form der Ergebnisevaluation, die nur einen Vergleich zwischen postuliertem und erreichtem Zielzustand vornimmt. Daher hat das Konzept der summativen Evaluation eine gewisse Ähnlichkeit mit der Idee der Endkontrolle in der Qualitätssicherung. Die Ergebnisse können nur nachträglich für die zielgerichtete Anpassung des Programms oder Prozesses verwendet werden. Stockmann umschreibt die summative Evaluation wie folgt: „zusammenfassend, bilanzierend und ergebnisorientiert.“ Der Mathematiker und Philosoph Michael Scriven, von dem die Unterscheidung zwischen formativer und summativer Evaluation stammt (1967), formuliert dies so: „Wenn der Koch abschmeckt, ist das formativ. Wenn der Gast kostet, ist das summativ.“ Formative Evaluation zielt also darauf, Risiken bereits während der Programmentwicklung zu reduzieren.
Methodisch ist eine summative Evaluation meist erheblich einfacher und zuverlässiger als eine formative Evaluation, die oft auf einen komplexen Methodenmix zurückgreifen muss.

## Summative Evaluation in der Pädagogik
Jede Schulprüfung ist in diesem Sinne eine summative Evaluation. Sie beurteilt nur, ob Lernziele eines Curriculums erreicht worden sind, untersucht aber nicht, wie gelernt worden ist bzw. warum nicht gelernt worden ist (z. B. wegen mangelhafter Didaktik oder Lehrmittel).

## Summative Evaluation in der Hochschullehre
Die summative Evaluation ist ein wichtiger Bestandteil der Hochschullehre, um den Lernerfolg der Studierenden zu bewerten. Sie bezieht sich auf die Einschätzung von Lernergebnissen am Ende eines Kurses oder Moduls und dient dazu, die Leistungen der Studierenden zu quantifizieren oder zu bewerten. Dabei werden in der Regel traditionelle Bewertungsmethoden wie Prüfungen, Projektpräsentationen oder schriftliche Arbeiten verwendet, um das erlangte Wissen und die Kompetenzen zu messen. Summative Evaluationen helfen den Lehrenden, den Fortschritt der Studierenden zu überwachen und Rückmeldungen für die Weiterentwicklung der Lehrmethoden und des Curriculums zu erhalten. Sie unterstützen auch die Studierenden dabei, ihre eigenen Stärken und Schwächen zu identifizieren und ihre Lernziele zu erreichen. Es ist jedoch  zu beachten, dass die summative Evaluation allein nicht ausreichend ist, um ein umfassendes Bild des Lernprozesses zu erhalten. Deshalb wird sie oft durch formative Evaluationsmethoden ergänzt, die es den Lehrenden ermöglichen, während des gesamten Lehrprozesses das Feedback der Studierenden zu sammeln und anzupassen. Zusammen bilden formative und summative Evaluationsmethoden ein effektives Instrument, um den Lernfortschritt kontinuierlich zu überwachen und zu verbessern.